# Aladár Gerevich
Aladár Gerevich (Jászberény, 16 marzo 1910 – Budapest, 14 maggio 1991) è stato uno schermidore ungherese, vincitore di sette medaglie d'oro, una d'argento e due di bronzo nella scherma ai giochi olimpici.
Era il marito di Erna Bogen-Bogáti, il genero di Albert Bogen, il padre di Pál Gerevich ed il suocero di Gyöngyi Bardi-Gerevich.